# First Band on the Moon
First band on the Moon è il terzo album della band svedese The Cardigans, pubblicato nel 1996.

## Tracce
1. "Your New Cuckoo" (Nina Persson, Peter Svensson) – 3:57
2. "Been It" (Persson, Svensson) – 4:06
3. "Heartbreaker" (Persson, Svensson) – 3:42
4. "Happy Meal II" (Lynette Koyana, Persson, Magnus Sveningsson, Svensson) – 2:37
5. "Never Recover "(Sveningsson, Svensson) – 3:21
6. "Step on Me" (Sveningsson, Svensson) – 3:48
7. "Lovefool" (Persson, Svensson) – 3:21
8. "Losers" (Persson, Svensson) – 3:06
9. "Iron Man" (Geezer Butler, Tony Iommi, Ozzy Osbourne, Bill Ward) – 4:20
  - cover dei Black Sabbath.
10. "Great Divide" (Sveningsson, Svensson) – 3:17
11. "Choke" (Sveningsson, Svensson) – 3:26